# Jan Kříž (historik umění)
Jan Kříž (* 15. června 1935, Praha) je český historik a teoretik moderního umění, kritik, kurátor výstav a bývalý vysokoškolský pedagog.

## Život
V letech 1953–1958 vystudoval dějiny umění na filozofické fakultě Univerzity Karlovy v Praze u prof. Jana Květa a prof. Jaromíra Neumanna. Pracoval jako kurátor sbírek moderního umění ve Středočeské galerii v Praze. Uspořádal na pět desítek výstav moderního umění pro různé galerie.
Přednášel dějiny moderního umění na Akademii výtvarných umění v Praze, kde dosáhl hodnosti profesora. Jeho manželka Květa Křížová (* 1950) je rovněž historička umění, dlouholetá pracovnice Státního ústavu památkové péče a ochrany přírody (posléze přejmenovaného a přeorganizovaného na Národní památkový ústav). Na jejích publikacích o starém umění a českých uměleckých památkách se Kříž někdy podílel jako fotograf.

## Publikace
Publikoval desítky statí v odborných i populárních časopisech, i úvodních textů výstavních katalogů. Dále je autorem sedmi monografií o českých výtvarnícíchː
- KŘÍŽ, Jan. Emila Medková. Praha: Státní nakladatelství krásné literatury a umění, 1965. 30 s.
- KŘÍŽ, Jan. Šmidrové. Praha: Obelisk, 1970. 26 s.
- KŘÍŽ, Jan. Michael Rittstein. Praha: Orbis pictus : Středoevropská galerie a nakladatelství, 1993. 106 s. ISBN 80-85240-56-4.
- KŘÍŽ, Jan. Karel Kuklík. Praha: České muzeum výtvarných umění, 1997. 135 s. ISBN 80-7056-060-6.
- KŘÍŽ, Jan. Aleš Lamr. Praha: Art D-Grafický atelier Černý, 2003. 271 s. ISBN 80-902892-2-3.
- KŘÍŽ, Jan. Český dřevák katalog výstavy v Alšově jihočeské galerii, Wortnerův dům, České Budějovice, 14.9.–29.10.2006. České Budějovice: Alšova jihočeská galerie, 2006.

- KŘÍŽ, Jan. Xénia Hoffmeisterová. Praha: Kalich, 2008. ISBN 978-80-7017-078-6.